# Kościół Świętych Apostołów Piotra i Pawła w Sosnowcu
Kościół Świętych Apostołów Piotra i Pawła w Sosnowcu – rzymskokatolicki kościół parafialny należący do dekanatu sosnowieckiego - Chrystusa Króla diecezji sosnowieckiej. Znajduje się w sosnowieckiej dzielnicy Maczki.
Kościół został zaprojektowany przez Artura Goebla i zbudowany w latach 1892-1894 dzięki staraniom zawiadowcy stacji Adama Dziewulskiego i jego pomocnika Jana Gawrońskiego a także z funduszy pochodzących ze składek kolejarzy i pasażerów oraz dotacji Towarzystwa Drogi Żelaznej Warszawsko-Wiedeńskiej.
Obecna świątynia została wzniesiona w stylu neogotyckim i pobłogosławiona w dniu 1 listopada 1894 roku na mocy upoważnienia Konsystorza Generalnego diecezji kieleckiej przez księdza Józefa Dotkiewicza. Budowla jest niewielką jednonawową świątynią, zbudowaną z cegły oraz sztucznego kamienia, zamkniętą krótkim pięciokątnym prezbiterium.
We wnętrzu znajdują się elementy dawnego neogotyckiego wyposażenia m.in. organy pochodzące z 1896 roku, wybudowane przez Adolfa Homana, figuralne i ornamentalne witraże, chrzcielnica, obraz św. Józefa, organy, wieczna lampa, krucyfiks oraz ława kolatorska.
Na cześć zawiadowcy stacji Adama Dziewulskiego w przedsionku kościoła wmurowano tablicę pamiątkową ufundowaną przez rodzinę zmarłego, a po przeciwnej stronie tablicę z podobizną księdza Józefa Niewiarowskiego, pierwszego kapelana tutejszego kościoła, którą ufundowali parafianie.